# De drie levensfasen van de vrouw
De drie levensfasen van de vrouw (Duits: Die drei Lebensalter der Frau) is een olieverfschilderij van de Oostenrijkse kunstschilder Gustav Klimt, geschilderd in 1905. Het werk bevindt zich in de collectie van de Galleria nazionale d'arte moderna e contemporanea te Rome.

## Thema
Klimt verbeeldt in De drie levensfasen van de vrouw de kringloop van het leven; de opvolging van geboorte jeugd en dood fascineerde hem en vormde een belangrijk thema in diens oeuvre. De tegenstelling van jeugd en ouderdom brengt hij tot uitdrukking door stilistische contrasten en verschillende realiteitsniveaus. Een jonge dromerige vrouw in serene houding wordt geplaatst tegenover een en profil weergegeven naakte oude vrouw met een verlepte huid, die gebogen haar gezicht verbergt achter een hand en haar loshangende haren. De zuiverheid, onschuld en levenskracht van de jeugd wordt aldus geplaatst tegenover het verval en de schaamte van de ouderdom.
Een ander motief in het werk is het moederschap. Met het slapende kind op haar arm lijkt de jonge vrouw op een wereldlijke madonna. Moeder en dochter leunen tegen een aureool van ornamentiek van ovalen, rondjes en spiralen, die in het werk van Klimt verwijzen naar aspecten van de vrouwelijke seksualiteit. Ook het contrast tussen de decoratieve weergave van van de jonge vrouw en de naturalistische weergave van de oude vrouw heeft een symbolische betekenis: de eerste fase van het leven wordt gekenmerkt door talloze mogelijkheden en gedaantewisselingen, de laatste door eenvormigheid die niet kan worden ontlopen. De eerste fase wordt ook gekenmerkt door dromen, de laatste door de onmogelijkheid nog te dromen. Na de eerste fase van het moederschap begint de teloorgang, in Klimts ogen.

## Compositie
Net als in De kus giet Klimt zijn figuren in een symbolische fallische vorm. Het duidt op een abstracte aanwezigheid van het mannelijke. Klimt concentreerde zich vaker op dit soort zuilvormige structuren, die tevens refereren aan de onlosmakelijke verhouding tussen leven en dood. In De drie levensfasen van de vrouw steekt het heldere, friesachtige middendeel af tegen een ongewoon decor van horizontalen, met een zwarte hemel en een paneel met zilveren regen. Dit sombere firmament leidt bewust af van de pracht van het gekleurde deel, zodat er tegenover de vreugdevolle viering van het leven bewust een indruk wordt opgeroepen van van wanhoop en zinloosheid. Daarmee vervliegt de schoonheid van de jonge vrouw, die verloren gaat in een wereld van verval in plaats van tot verheffing te komen.

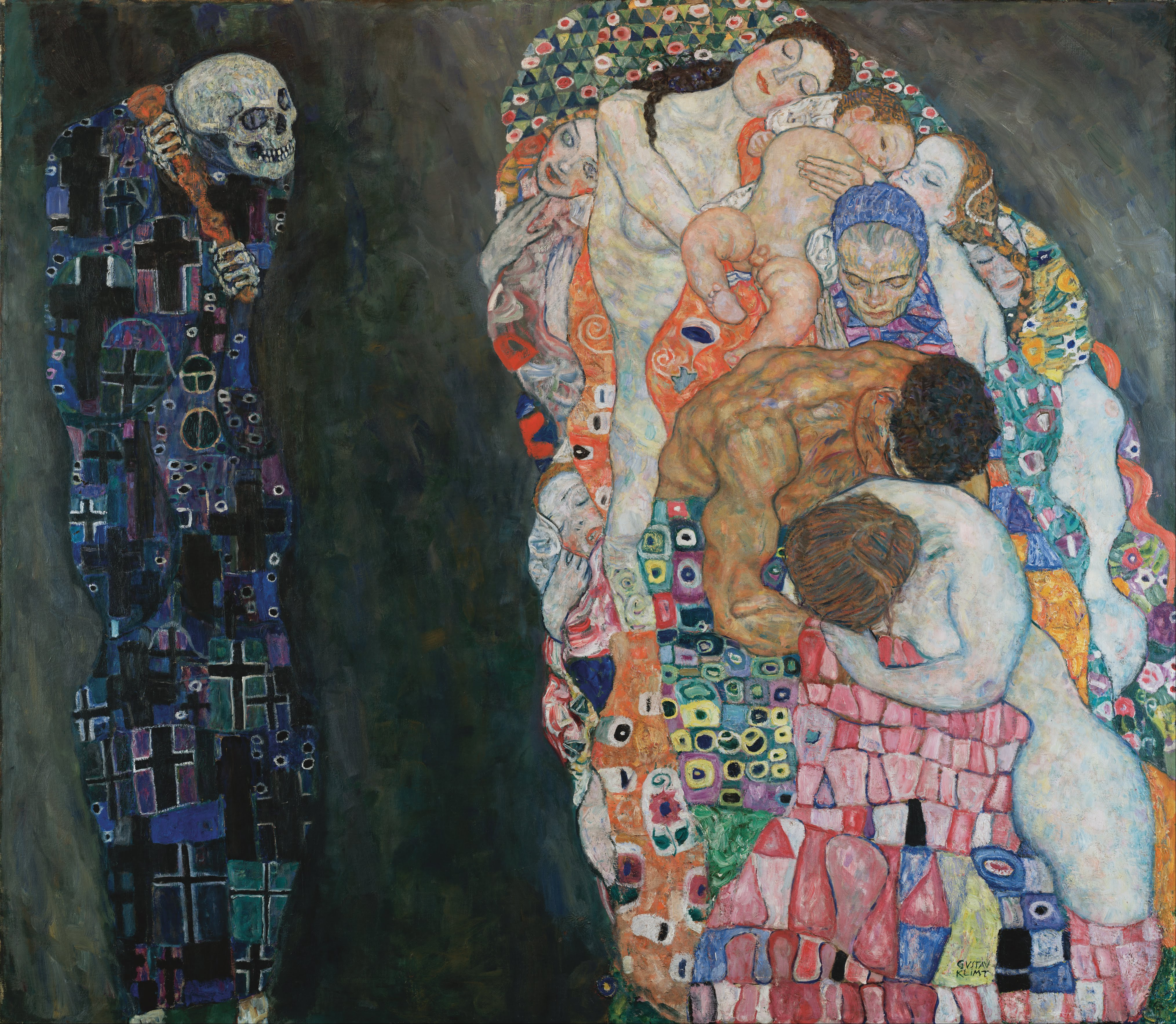
Dood en leven, 1915, zelfde thema, vergelijkbare compositie.

## Dood en leven, 1915
In 1916 zou Klimt hetzelfde thema herhalen in zijn Dood en leven (1908-1915). Ook hier zijn we een compositorisch contrast tussen een mistroostige entourage en een uitbundig gekleurde weergave van ineengestrengelde figuren die de levensloop verbeelden. Ook in dit werk is een zuilenstructuur herkenbaar van waaruit de vrouwelijke gedaanten zich niet weten te bevrijden.